# VLAN
VLAN (англ. Virtual Local Area Network  — віртуальна локальна комп'ютерна мережа)  — є групою хостів з загальним набором вимог, що взаємодіють так, ніби вони прикріплені до одного домену, незалежно від їх фізичного розташування. VLAN має ті самі атрибути, як і фізична локальна мережа, але дозволяє кінцевим станціям бути згрупованими разом, навіть якщо вони не перебувають на одному мережевому комутаторі. Реконфігурація мережі може бути зроблена за допомогою програмного забезпечення замість фізичного переміщення пристроїв.
Щоб фізично копіювати функції VLAN, необхідно встановити окремий, паралельний збір мережевих кабелів і перемикачів, які зберігаються окремо від первинної мережі. Однак на відміну від фізичної відділеної мережі, VLAN ділить пропускну здатність; дві окремих одно-гігабітних віртуальних мережі які використовують одно-гігабітний зв'язок мають знижену пропускну здатність. Це віртуалізує поведінку VLAN (настроювання портів комутатора, позначки кадрів при вході в мережу VLAN, пошук MAC таблиці, щоб перейти до магістральних зв'язків і видалення тегів при виході з VLAN).

## Використання
VLAN, які створені, щоб забезпечити послуги сегментації, зазвичай надаються маршрутизаторами в конфігурації локальної мережі. VLAN, розглядають такі питання, як масштабованість, безпека та управління мережею. Маршрутизатори в топологіях VLAN забезпечують фільтрацію, безпеку, узагальнення адрес та управління трафіком. За визначенням, комутатори не можуть з'єднувати IP-трафік між мережами VLAN, оскільки це буде порушенням цілісності широкомовного домену VLAN.
Це також корисно, якщо хтось хоче створити кілька мереж 3-го рівня на тому ж комутаторі 2 рівня. Наприклад, якщо сервер DHCP (який буде перевіряти його наявність) підключений до комутатора він буде обслуговувати будь-який хост, який налаштований на отримання свого IP від сервера DHCP. За допомогою віртуальних локальних мереж можна легко розділити мережу так, щоб вузли не використовували цей сервер DHCP і отримували локальні адреси, або отримували адресу з іншого серверу DHCP.
Віртуальні локальні мережі 2-го рівня конструкції є важливими, порівняно з IP-підмережами, які є конструкціями 3-го рівня
При використанні VLAN, можна управляти пакетами трафіку і швидко реагувати на переміщення. Мережі VLAN забезпечують гнучкість, щоб адаптуватися до змін у мережі вимогам і дозволяють спрощене адміністрування.

## Історія
Після успішних експериментів з передачею голосу через Ethernet з 1981 по 1984 року, Девід Сінкоськи приєднався до Bellcore і звернувся до проблеми розширення Ethernet мережі.10 Мбіт/с, Ethernet був швидшим, ніж більшість альтернатив того часу, проте, Ethernet був широкомовною мережею і не було зручного способу підключення кількох мереж Ethernet разом. Це обмежило загальну пропускну здатність Ethernet до 10 Мбіт/с і максимальну відстань між будь-якими двома вузлами у кілька сотень метрів.
На відміну від цього, пікова швидкість існуючої телефонної мережі для окремих з'єднань була обмежена до 56 Кбіт/сек, менше однієї сотої швидкості Ethernet, а сумарна пропускна здатність мережі, оцінювалась у терабітах, що давало змогу передавати у сотні тисяч разів більше інформації.
IP-маршрутизація могла бути використана для підключення декількох мереж Ethernet разом, проте VAX 11/780 комп'ютери зазвичай використовували маршрутизатори вартістю $ 400,000 кожен і їхня загальна пропускна здатність була значно меншою, ніж Ethernet швидкістю 10 Мбіт/с. Sincoskie почав шукати альтернативи, які потребували менше обробки над кожним пакетом. У процесі він заново перевинайшов Ethernet комутатор.
Проте використання комутаторів для підключення декількох мереж Ethernet вимагає особливої конфігурації. Це означає, що існує рівно один шлях з будь-якого джерела до адресата. Це призводить до того, що комутатори, розташовані в центрі обмежують масштабованість тим більше, чим більше з'єднано Ethernet.
Щоб допомогти вирішити цю проблему, Sincoskie винайшли мережу VLAN шляхом додавання міток до кожного кадру Ethernet. Ці мітки можна розглядати як кольори, наприклад, червоний, зелений або синій. Тоді кожен з комутаторів може бути призначений для оброблення кадрів з одним кольором й ігнорувати інші. Ethernet може бути взаємозв'язаний з трьома різними каркасами: червоний, зелений, і синій. Відправляючи поєднання різних кольорів, сукупна пропускна здатність може бути поліпшена. За допомогою Chase Cotton, було створено алгоритми, необхідні для того, щоб система була можливою і опублікували свої результати в 1988 році .
Цей «колір» зараз відомий в Ethernet як заголовок IEEE 802.1Q або тег VLAN. Хоча VLAN зазвичай використовуються в сучасних мережах Ethernet, використання їх для початкової мети було б досить незвичним.

## Позначення членства в VLAN
Для цього існують такі рішення:
по порту (Port-based, 802.1Q)порту комутатора вручну призначається одна VLAN. У випадку, якщо одному порту повинні відповідати кілька VLAN (наприклад, якщо з'єднання VLAN проходить через кілька комутаторів), цей порт повинен бути членом транка[що це?]. Тільки одна VLAN може отримувати всі кадри, не віднесені до жодної VLAN (у термінології 3Com, Planet, D-link, Zyxel, HP — untagged, у термінології Cisco — native VLAN). Комутатор буде додавати мітки даної VLAN до всіх прийнятих кадрів, які не мають жодних позначок. VLAN, побудовані на базі портів, мають деякі обмеження. Вони дуже прості в установці, але дозволяють підтримувати для кожного порту тільки одну VLAN. Отже, таке рішення мало прийнятне при використанні концентраторів або в мережах з потужними серверами, до яких звертається багато користувачів (сервер не вдасться включити в різні VLAN). Крім того, вносити зміни в VLAN на основі портів досить складно, оскільки при кожній зміні потребується фізичне перемикання пристроїв.
по MAC-адресі (MAC-based)членство в VLAN ґрунтується на MAC-адресі робочої станції. У такому випадку світч має таблицю MAC-адрес всіх пристроїв разом із VLAN, до яких вони належать.
по протоколу (Protocol-based)дані 3-4 рівня в заголовку пакета використовуються для того, щоб визначити членство в VLAN. Наприклад, IP-машини можуть бути переведені в першу VLAN, а AppleTalk-машини в другу. Основний недолік цього методу в тому, що він порушує незалежність рівнів, тому, наприклад, перехід з IPv4 на IPv6 приведе до порушення працездатності мережі.
методом аутентифікації (Authentication based)пристрої можуть бути автоматично переміщені в VLAN ґрунтуючись на даних аутентифікації користувача або пристрою при використанні протоколу 802.1x.